# Flightplan
Flightplan là một bộ phim hình sự do Mỹ và Đức phối hợp sản xuất vào năm 2005 với các diễn viên chính: Jodie Foster, Peter Sarsgaard, Erika Christensen, Kate Beahan, Greta Scacchi và Sean Bean. Bộ phim được phân phối bởi Touchstone Pictures và được phát hành ra rạp ở Hoa Kỳ vào ngày 23 tháng 9 năm 2005.

## Nội dung
Kyle Pratt là một kỹ sư máy bay ở Berlin đang đưa xác của người chồng David về Mỹ, sau cái chết đột ngột của ông. Cô và đứa con gái sáu tuổi của cô, Julia, đi trên chiếc máy bay Aalto Airlines Elgin 474, chiếc máy bay mà Kyle giúp thiết kế. Khi Kyle thức dậy sau một giấc ngủ ngắn, Julia bị mất tích. Hành khách đều cho rằng không hề nhìn thấy cô bé. Tiếp viên hàng không Stephanie khẳng định không có chứng cứ nào cho thấy cô bé đã lên máy bay. Thẻ lên máy bay và ba lô của Julia cũng biến mất. Kyle kêu Cơ trưởng Marcus Rich cho kiểm tra khắp máy bay.
Julia không được tìm thấy và Kyle trở nên tuyệt vọng. Cô nghi ngờ hai người đàn ông Ả Rập, Obaid và Ahmed, đã bắt cóc Julia và đang có âm mưu cướp máy bay. Cơ trưởng Rich và các tiếp viên nghĩ rằng Kyle đau buồn sau cái chết của chồng và đã tưởng tượng ra cảnh đưa con gái cô lên máy bay. Cơ trưởng Rich ra lệnh Gene Carson canh giữ và còng tay Kyle.
Rich nhận được thông tin từ bệnh viện Berlin báo rằng Julia đã chết cùng với bố cô bé. Kyle giận dữ phủ nhận chuyện này và yêu cầu tiếp tục tìm kiếm. Kyle đòi sử dụng nhà vệ sinh và cô leo lên bên trên máy bay, phá hủy nguồn điện đồng thời thả các mặt nạ oxy xuống. Cô dùng mã khóa mở quan tài của David ra, nghi ngờ Julia bị mắc kẹt bên trong, nhưng bên trong chỉ có xác của chồng cô. Carson tìm thấy cô và đưa cô về chỗ ngồi. Anh nói chuyến bay sẽ hạ cánh khẩn cấp ở sân bay Goose Bay, Newfoundland, Canada, nơi cô sẽ bị bắt giam.
Carson lén xuống bên dưới máy bay, di chuyển hai khối thuốc nổ được giấu trong quan tài của David, Julia cũng đang nằm ngủ dưới này. Bộ phim tiết lộ Carson, Stephanie và giám đốc nhà xác Berlin chính là những kẻ có âm mưu cướp máy bay đòi tiền chuộc 50 triệu đôla và đổ tội cho Kyle. Carson đã bắt cóc Julia với hi vọng Kyle sẽ mở khóa quan tài khi cô là người duy nhất biết mã. Carson nói dối với Rich rằng Kyle đang đe dọa đánh bom máy bay trừ khi tiền chuộc được chuyển vào một tài khoản ngân hàng. Hắn lên kế hoạch đặt thuốc nổ để giết chết Julia và bỏ mặc Kyle chết với kíp nổ trên tay.
Sau khi hạ cánh ở Newfoundland, đường băng bị bao vây bởi các đặc vụ FBI. Kyle lúc này nhận ra bộ mặt thật của Carson, cô yêu cầu hắn ở lại máy bay trong khi các hành khách đều rời khỏi máy bay. Khi cửa máy bay đóng lại, Kyle đấm vào mặt Carson với cái bình chữa cháy rồi còng tay hắn lại. Stephanie xuất hiện và mở còng cho Carson. Carson đuổi theo Kyle, còn Stephanie bỏ chạy khỏi máy bay.
Kyle né tránh Carson và tìm thấy Julia. Carson tiết lộ phe của hắn đã giết David để giấu thuốc nổ vào quan tài của David (quan tài sẽ không bị máy quét soi chiếu ở sân bay), và cách hắn bắt cóc Julia không làm mọi người chú ý. Kyle mang Julia rời khỏi máy bay, cô kích hoạt thuốc nổ, giết chết Carson. Mọi người đều sốc và ngạc nhiên khi thấy Kyle mang Julia ra ngoài, nhận ra những gì cô nói hoàn toàn là sự thật.
Sáng hôm sau, Cơ trưởng Rich nói lời xin lỗi Kyle. Stephanie bị các đặc vụ FBI bắt giữ, một trong những người đặc vụ cho Kyle biết rằng giám đốc nhà xác Berlin cũng đã bị bắt, mời cô đến đó nhận dạng. Kyle mang Julia đi qua đám đông hành khách tới chỗ chiếc xe SUV đang đợi sẵn. Obaid giúp cô chất hành lý lên xe. Julia thức dậy hỏi "chúng ta đến nơi chưa" khi chiếc SUV chạy đi.

## Diễn viên
- Jodie Foster vai Kyle Pratt
- Peter Sarsgaard vai Gene Carson
- Sean Bean vai Cơ trưởng Marcus Rich
- Marlene Lawston vai Julia Pratt
- Kate Beahan vai Stephanie
- Matt Bomer vai Eric
- Amanda Brooks vai Irene
- Greta Scacchi vai Lisa
- Jesse Burch vai Hành khách hàng ghế 19
- Erika Christensen vai Fiona
- Assaf Cohen vai Ahmed
- Michael Irby vai Obaid
- John Benjamin Hickey vai David Pratt